# 712년

## 연호
- 당(唐) 경운(景雲) 3년 / 태극(太極) 원년 / 연화(延和) 원년 / 선천(先天) 원년
- 일본(日本) 와도(和銅) 5년
- 발해(渤海) 천통(天統) 15년

## 기년
- 당(唐) 예종(睿宗) 복위 3년 / 현종(玄宗) 원년
- 신라(新羅) 성덕왕(聖德王) 11년
- 발해(渤海) 고왕(高王) 15년

## 사건
- 발해 개국 공신 걸사비우 세상을 떠남.
- 당나라, 예종 왕의 자리에서 물러나고 현종 왕의 자리에 오르다.

## 사망
- 발해 개국 공신 걸사비우(乞四比羽)